# مارغريت جونز (قابلة)
مارغريت جونز (بالإنجليزية: Margaret Jones)‏ هي قابلة أمريكية، ولدت في 1613، وتوفيت في 15 يونيو 1648 في بوسطن في الولايات المتحدة.